# Первомайский (Беловский район)
Первомайский — хутор в Беловском районе Курской области. Входит в Вишневский сельсовет.

## География
Хутор находится на реке Забужевка в бассейне Псла, в 96 км к юго-западу от Курска, в 15,5 км к юго-западу от районного центра — Белая, в 9 км от центра сельсовета — Вишнево.
Климат
Первомайский, как и весь район, расположен в поясе умеренно континентального климата с тёплым летом и относительно тёплой зимой (Dfb в классификации Кёппена).

## Население
| 2002 | 2010 |
| ---- | ---- |
| 10   | ↘0   |

## Инфраструктура
Личное подсобное хозяйство.

## Транспорт
Первомайский находится в 8,5 км от автодороги регионального значения 38К-001 (Белая — Мокрушино — граница Белгородской области), в 7,5 км от автодороги межмуниципального значения 38Н-014 (38К-001 — Илек), в 11 км от ближайшего ж/д остановочного пункта 94 км (линия Льгов I — Подкосылев).